# Cesarski in kraljevi
Cesarski in kraljevi ali k. u. k. (tudi k. und k. ali k. & k., kaiserlich und königlich) je zgodovinski naziv, ki se nanaša na Avstro-Ogrsko od 1867 do 1918. Vse javne ustanove v Avstro-Ogrski so imeli pred imenom predpono k. u. k.

## Nazivi v drugih jezikih monarhije
| Nemško   | Slovensko                        | Češko                           | Madžarsko                         | Poljsko                        | Hrvaško                        |
| -------- | -------------------------------- | ------------------------------- | --------------------------------- | ------------------------------ | ------------------------------ |
| k. u. k. | c. in kr. – cesarski in kraljevi | c. a k. – císařský a královský  | cs. és kir. – császári és királyi | C. i K. – Cesarski i Królewski | c. i kr. – carski i kraljevski |
| k. k.    | c. kr. – cesarsko-kraljevi       | c.k. – císařsko-královský       | cs. kir. – császári-királyi       | C. K. – cesarsko-królewski     | c. kr. – carsko kraljevsko     |
| k. u.    |                                  | král. uher. – královský uherský | m. kir. – magyar királyi          | królewski węgierski            | kr. ug. – kraljevsko ugarsko   |